# Territorialpfarrei
Eine Territorialpfarrei oder Territorialpfarre ist nach kanonischem Recht bei der römisch-katholischen Kirche eine räumlich abgegrenzte Seelsorgeeinheit unter der Oberhoheit des Pfarrers.

## Abgrenzung
Dieser Territorialpfarrer ist für alle kirchlichen Angelegenheiten innerhalb des Gebietes zuständig. Landläufig spricht man von „Pfarre“, da die meisten Pfarren Territorialpfarren sind. Es gibt aber auch Personalpfarrer, Militärpfarrer, Gefangenenpfarrer, Krankenhausseelsorger, Seelsorger für das fahrende Volk und für Schausteller, Spirituale, Regenten und sonstige Kuratoren, die lediglich für bestimmte Personengruppen seelsorgerisch tätig sind oder nur auf ein Gebäude (Gefängnis, Schule, Universität, Krankenhaus) beschränkt sind. Die Befugnisse der Territorialpfarre werden vom zuständigen Bischof eingeschränkt, soweit er andere Priester für die Betreuung bestimmter Personen oder Einrichtungen ernennt. Auch Klöster gehören nicht zur Territorialpfarre, wenn nicht das Kloster selbst die Pfarre mitbetreut.